# Stanisław Ptak (piłkarz)
Stanisław Ptak (ur. 17 kwietnia 1902 w Krakowie, zm. po 1 września 1939) – polski piłkarz, pomocnik.

## Życiorys
W reprezentacji zagrał tylko raz. 19 czerwca 1927 Polska zremisowała z Rumunią 3:3. Ptak był wychowankiem Olszy Kraków, następnie grał w Cracovii i to w jej barwach wystąpił w kadrze oraz odnosił największe sukcesy, dwukrotnie sięgając po tytuł mistrza Polski (1930 i 1932). Karierę kończył w Sosnowcu.
Zaginął we wrześniu 1939 po wkroczeniu radzieckiej armii na terytorium polskie.